# Johanne Amalie Fenger
Johanne Amalie Fenger, née le 5 septembre 1836 à Lynge (en) et morte le 11 août 1913 à Copenhague, est une compositrice danoise.

## Biographie
Elle est née à Lynge (en), fille d'un pasteur, et morte à Copenhague.

## Œuvres
- Digte of Helene
- Fem Sange of M. Rosing
- Lyriske Sange for Mezzo-Soprano
- Sex danske Sange for een Stemme med Piano[2].